# Micah Williams (Schauspieler)
Micah Stephen Williams (* 16. Februar 1991 in Long Beach, Kalifornien) ist ein US-amerikanischer Filmschauspieler.
Micah Williams wurde im Alter von 9 Jahren als Kinderdarsteller tätig. Für seine Nebenrolle im Fernsehfilm The Ron Clark Story über den Lehrer Ron Clark und seine Schüler wurde er 2007 für einen Young Artist Award nominiert. Ab 2010 spielte er „Emmett“ in der Disney-Sitcom Meine Schwester Charlie.

## Filmografie
- 2000: Pretender (The Pretender, Fernsehserie, eine Folge)
- 2001: Keine Gnade für Dad (Grounded for Life, Fernsehserie, eine Folge)
- 2003: Lizzie McGuire (Fernsehserie, 2 Folgen)
- 2003: Bruce Allmächtig (Bruce Almighty)
- 2004–2005: Die himmlische Joan (Joan of Arcadia, Fernsehserie, 2 Folgen)
- 2006: In Justice (Fernsehserie, eine Folge)
- 2006: The Ron Clark Story
- 2006: Like Mike 2: Streetball
- 2007: Jump In!
- 2009: The Office (Fernsehserie, eine Folge)
- 2010–2014: Meine Schwester Charlie (Good Luck Charlie, Fernsehserie, 26 Folgen)